# Orde van wilgenbroekstruwelen
De orde van wilgenbroekstruwelen (Salicetalia auritae) is een orde uit de klasse van wilgenbroekstruwelen (Franguletea). De orde omvat broekstruwelen die gedomineerd worden door breedbladige wilgen en/of sporkehout.

## Naamgeving en codering
| Salicetalia auritae Doing 1962                          |
| Alno-Salicetalia cinereae Doing 1962                    |
| Eriophoro-Salicetalia cinereae Pass. & Hofmann 1968     |
| Calamagrostio-Salicetalia cinereae Pass. & Hofmann 1968 |

- Frans: Fruticées installées sur sols marécageux
- Syntaxoncode voor Nederland (rVvN): r39A

De wetenschappelijke naam Salicetalia auritae is afgeleid van de botanische naam van een kensoort van deze klasse, de geoorde wilg (Salix aurita).

## Fysiognomie

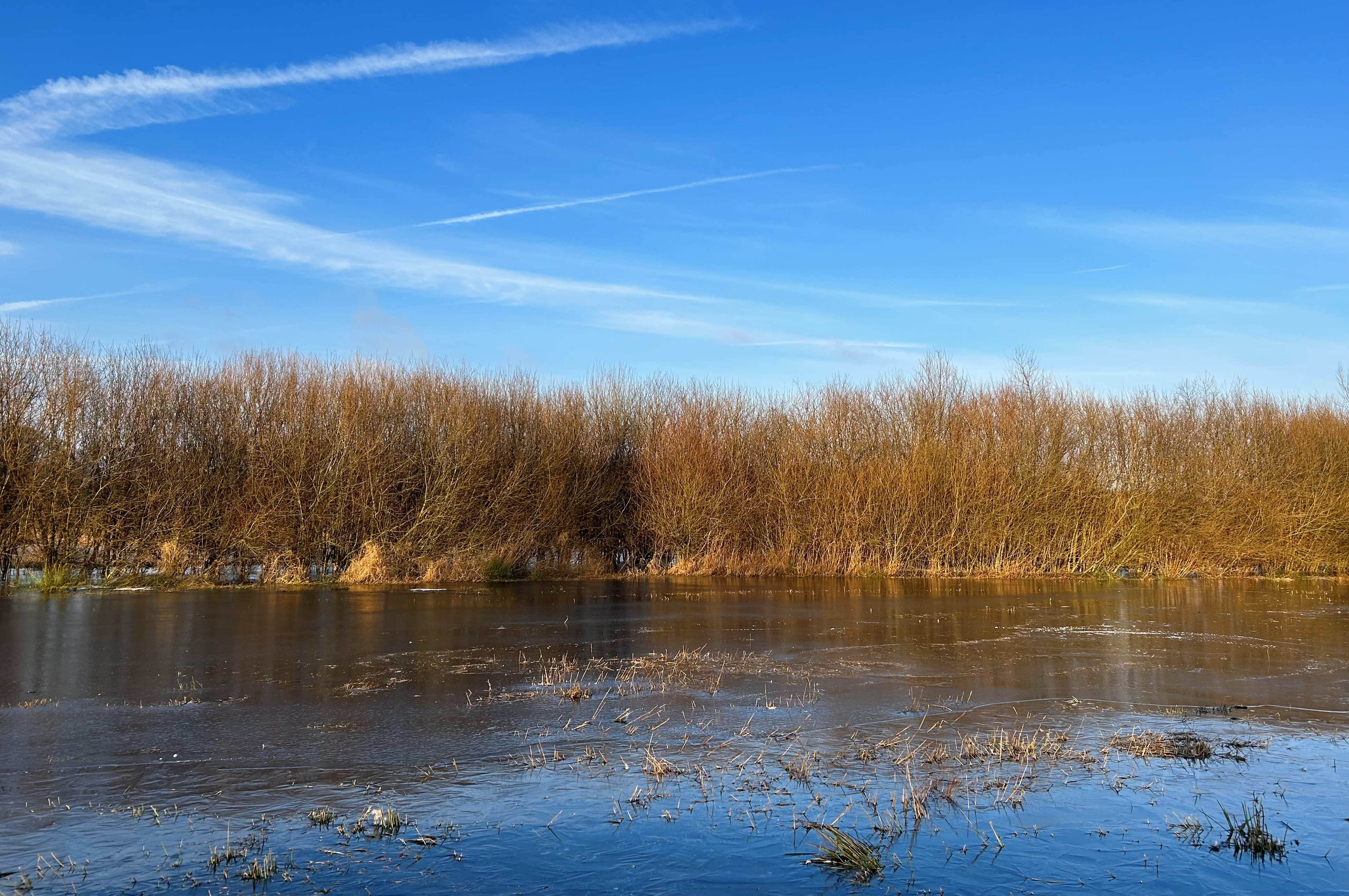
Een winteraspect van de associatie van grauwe wilg.

Voor de fysiognomie van deze orde, zie de klasse van wilgenbroekstruwelen.

## Onderliggende syntaxa in Nederland en Vlaanderen
De orde wordt in Nederland en Vlaanderen vertegenwoordigd door maar één verbond.
- - verbond van wilgenbroekstruwelen (Salicion cinereae)
    - associatie van geoorde wilg (Salicetum auritae)
    - associatie van grauwe wilg (Salicetum cinereae)

- rompgemeenschap met wilde gagel (RG Myrica gale-[Salicion cinereaea])

## Diagnostische taxa voor Nederland en Vlaanderen
De orde van wilgenbroekstruwelen heeft voor Nederland en Vlaanderen geen specifieke kensoorten. Voor een overzicht van de voornaamste ken- en begeleidende soorten van de klasse, zie de bovenliggende klasse van wilgenbroekstruwelen.

## Fotogalerij

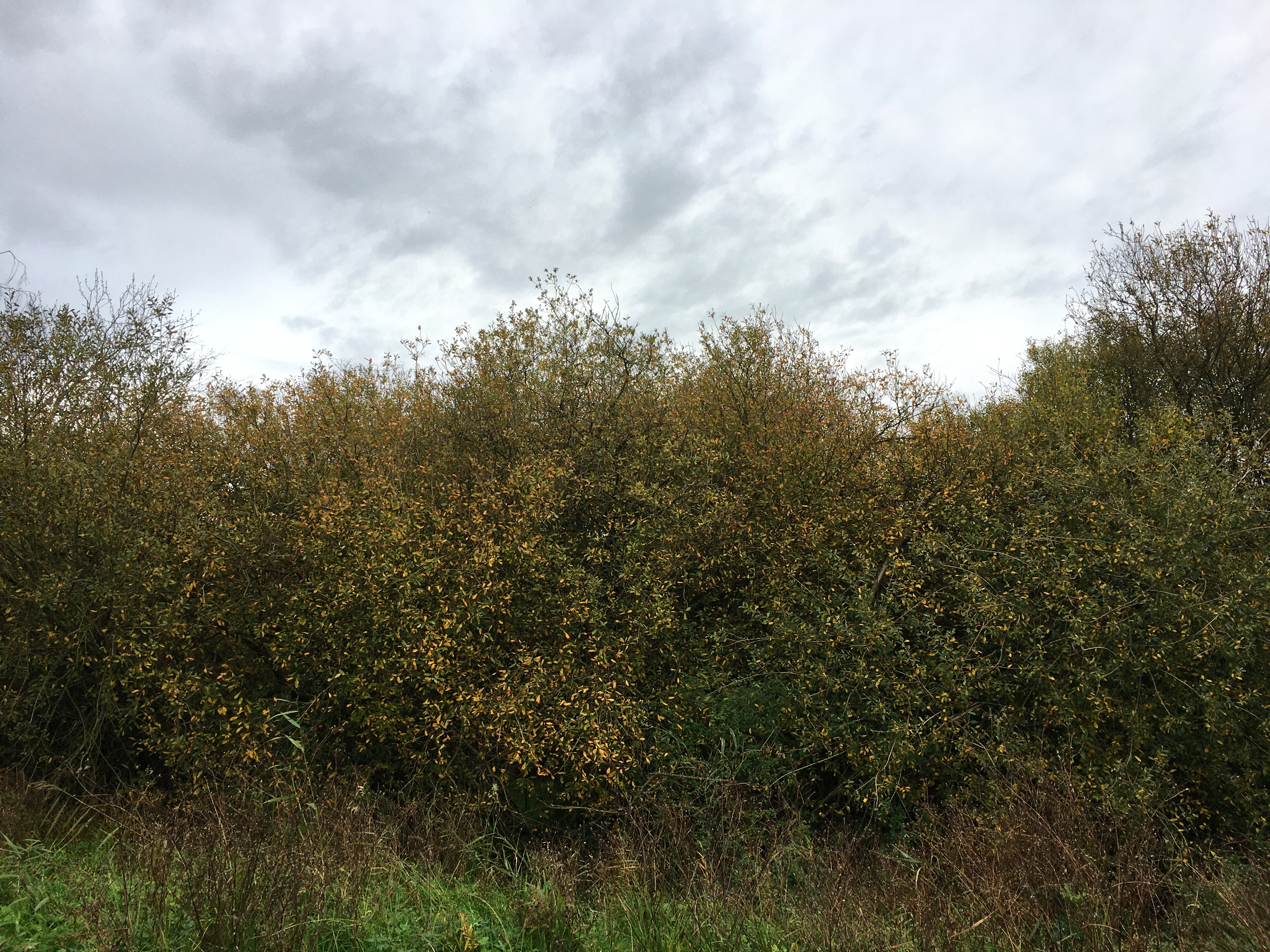
Een herfstaspect van de associatie van grauwe wilg
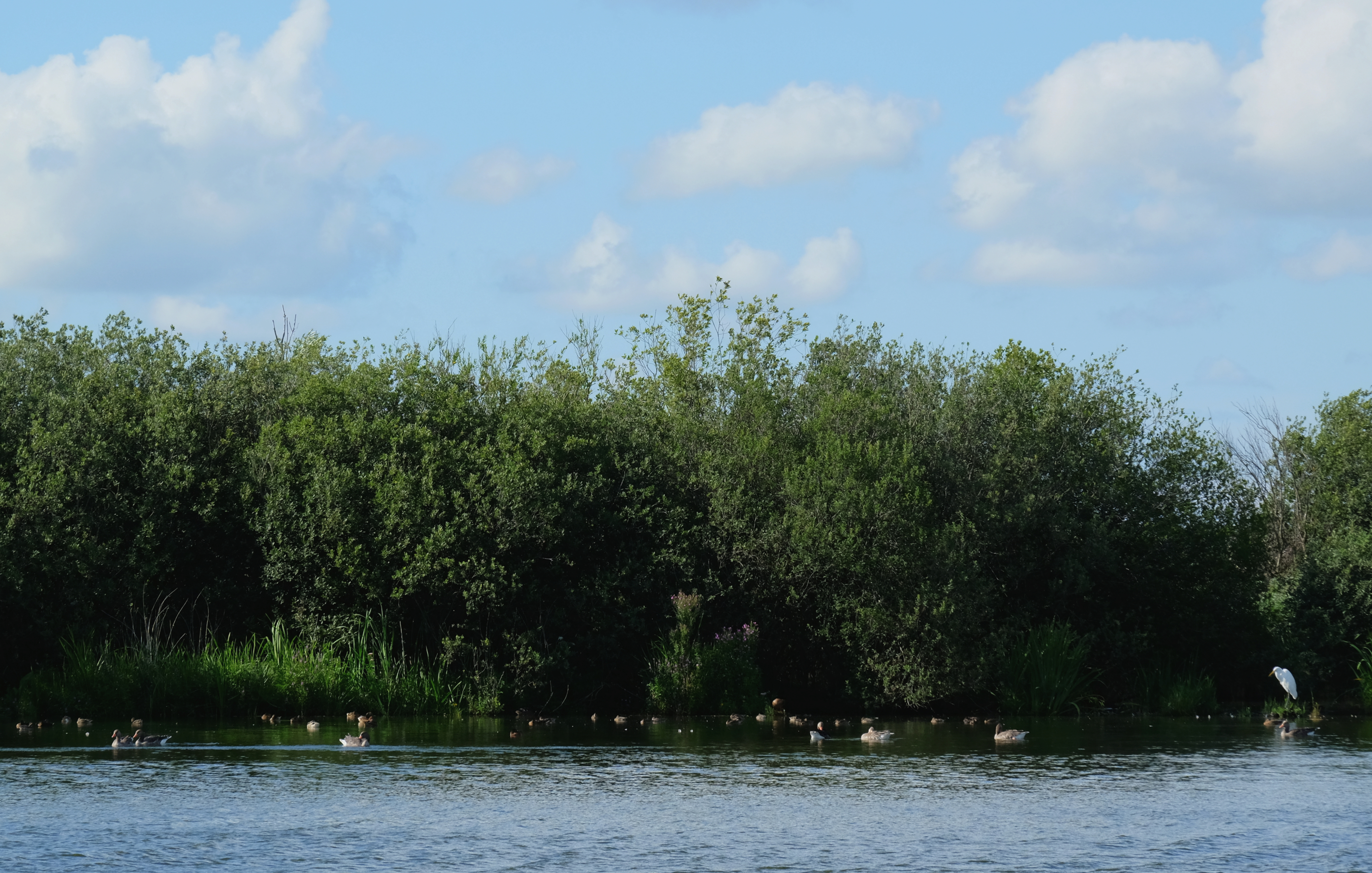
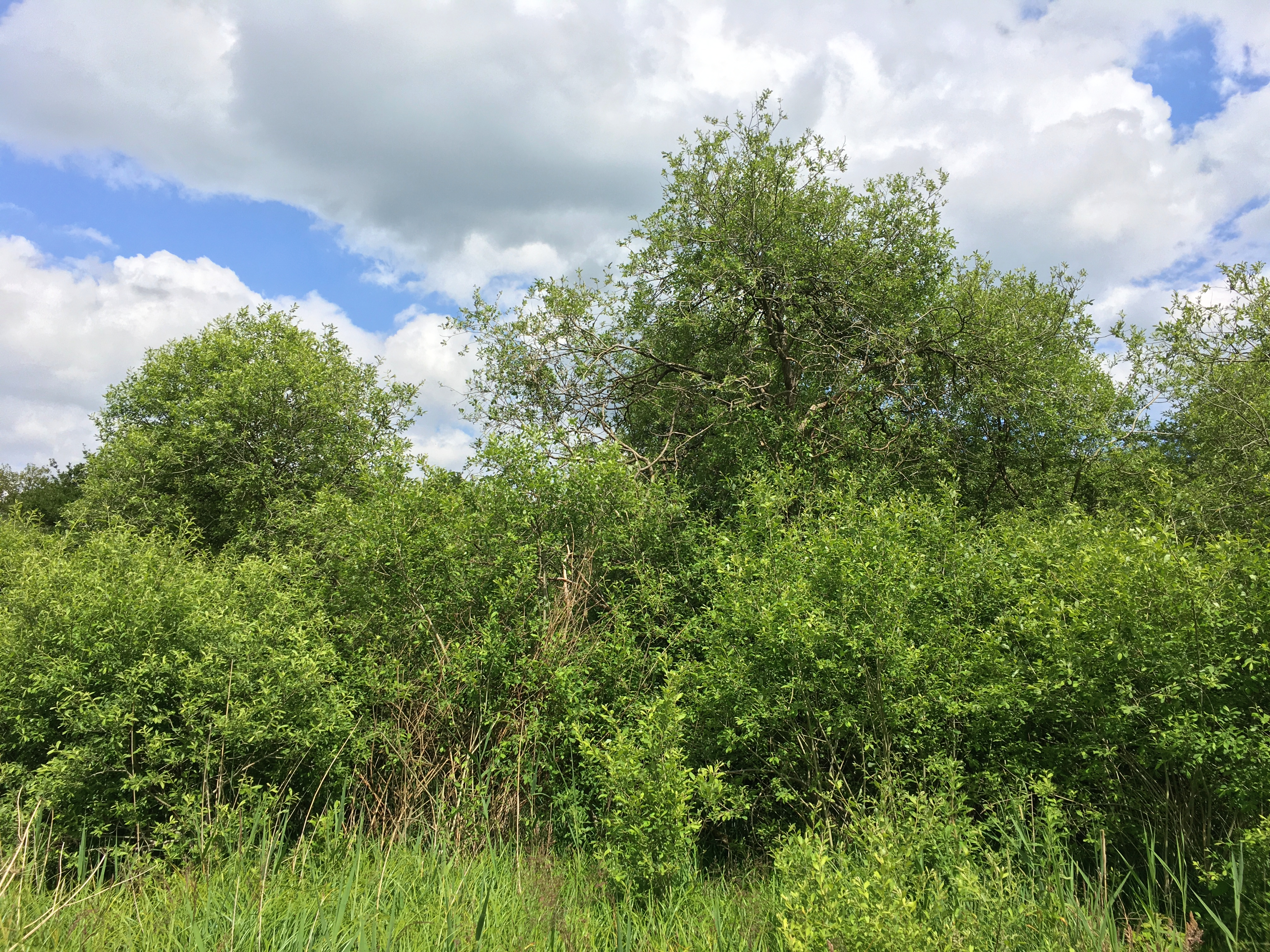
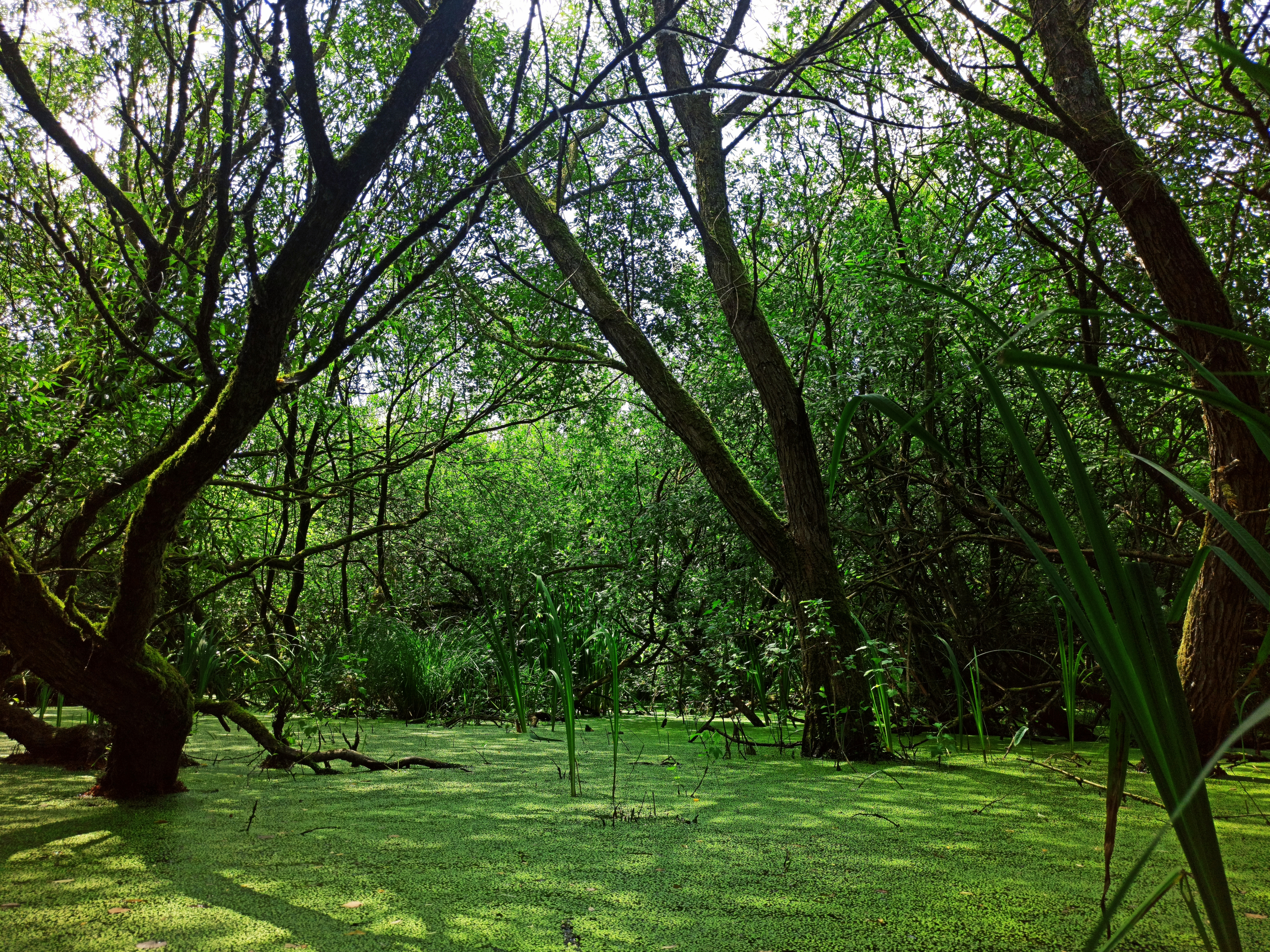